# British and Foreign Bible Society
Die British and Foreign Bible Society (BFBS; Britische und Ausländische Bibelgesellschaft) ist eine christliche karitative Organisation mit dem Ziel, die Bibel weltweit verfügbar zu machen. In England und Wales ist sie einfach als Bible Society bekannt. Die Gesellschaft wurde am 4. März 1804 gegründet und ist keiner Konfession zugehörig. Heute handelt es sich um ein Unternehmen mit dem Namen Bible Society Resources Ltd.

## Geschichte
Im Jahre 1804 suchte eine Gruppe Christen das Problem der Verfügbarkeit erschwinglicher Bibeln in Wales für walisischsprachige Christen zu lösen. Die Situation wurde durch ein junges Mädchen namens Mary Jones verdeutlicht, die über 20 Meilen zu Fuß wanderte, um eine Bibel in Bala zu erhalten.
Schon in den Anfängen versuchte die British and Foreign Bible Society ökumenisch und nichtsektiererisch zu sein. Erster Präsident war John Shore. 1813 erlaubte die British and Foreign Bible Society die Einfügung der Apokryphen. Eine Kontroverse über die Apokryphen und die metrischen Psalmen führte 1825/26 zur Abspaltung der Glasgow Bible Society und Edinburgh Bible Society, die später die Scottish Bible Society bildeten. In einer ähnlichen Auseinandersetzung von 1831 über wichtige Stellen der Gesellschaft, die von Unitariern besetzt waren, spaltete sich eine Minderheit ab und gründete die Trinitarian Bible Society.
Die Bibliothek der Gesellschaft wurde 1984 als Depositum an die Universitätsbibliothek Cambridge gegeben. Ende 2013 wurde bekannt, dass die Bibelgesellschaft etliche Handschriften, darunter den Codex Zakynthius verkaufen will, um die Errichtung eines Besucherzentrums zu finanzieren. Die Universität Cambridge kaufte die Schrift 2014 dank eines Vorkaufsrecht.

## Netzwerk
Wie viele andere lokale Bibelgesellschaften weltweit gehört die British and Foreign Bible Society zu den United Bible Societies.